# مطار احموسو
مطار احموسو (بالفنلندية: Ahmosuon lentokenttä)‏ (إيكاو: EFAH) هو مطار يقع في هانجاسكانجاس (بالفنلندية: Hangaskangas)‏، أولو، فنلندا، يبعد حوالي 20 كيلومتر (12 ميل) جنوب شرق مركز مدينة أولو. تم افتتاح المطار عام 1987.

## روابط خارجية
- VFR Suomi / فنلندا - مطار احموسو
- Lentopaikat.fi - مطار أحموسو باللغة الفنلندية